# Órbita semisíncrona

Una simulación del diseño original del segmento espacial GPS.

Una órbita semisíncrona es aquella que tiene por período unas 12 horas.
Una órbita semisíncrona circular en torno a la Tierra tiene una altura aproximada de 20200 km.